# Rona Cup
Rona Cup je pravidelně se konající turnaj ledního hokeje v Trenčíně na Slovensku. První ročník turnaje se konal v roce 1994.

## Vítězové Rona Cupu
| Ročník     | Rok            | Vítěz                                    | 2. místo                |
| ---------- | -------------- | ---------------------------------------- | ----------------------- |
| 1. ročník  | 1994 - Detaily | HK Dukla Trenčín                         | HC Pardubice            |
| 2. ročník  | 1995 - Detaily | HC Košice                                | AC ZPS Zlín             |
| 3. ročník  | 1996 - Detaily | HC Košice                                | HC Chemopetrol Litvínov |
| 4. ročník  | 1997 - Detaily | HC Petra Vsetín                          | HC Vítkovice            |
| 5. ročník  | 1998 - Detaily | HC Slovan Bratislava                     | HK Dukla Trenčín        |
| 6. ročník  | 1999 - Detaily | HC Oceláři Třinec                        | HC Slovan Bratislava    |
| 7. ročník  | 2000 - Detaily | HC Oceláři Třinec                        | HKm Zvolen              |
| 8. ročník  | 2001 - Detaily | HKm Zvolen                               | AC ZPS Zlín             |
| 9. ročník  | 2002 - Detaily | HK Dukla Trenčín                         | HC Vsetín               |
| 10. ročník | 2003 - Detaily | HK Dukla Trenčín                         | HC Slovan Bratislava    |
| 11. ročník | 2004 - Detaily | HC Oceláři Třinec                        | Vsetínská hokejová      |
| 12. ročník | 2005 - Detaily | AC ZPS Zlín                              | HC Košice               |
| 13. ročník | 2006 - Detaily | MsHK Žilina                              | AC ZPS Zlín             |
| 14. ročník | 2007 - Detaily | HK Dukla Trenčín                         | HKm Zvolen              |
| 15. ročník | 2008 - Detaily | HKm Zvolen                               | HK 36 Skalica           |
| 16. ročník | 2009 - Detaily | HC Košice                                | HK Dukla Trenčín        |
| 17. ročník | 2010 - Detaily | HK Nitra                                 | AC ZPS Zlín             |
| 18. ročník | 2011 - Detaily | AC ZPS Zlín                              | HC Košice               |
| 19. ročník | 2012 - Detaily | HK 36 Skalica                            | AC ZPS Zlín             |
| 20. ročník | 2013 - Detaily | HC Košice                                | HK 36 Skalica           |
| 21. ročník | 2014 - Detaily | HC Kometa Brno                           | HK Dukla Trenčín        |
| 22. ročník | 2015 - Detaily | AC ZPS Zlín                              | HK Dukla Trenčín        |
|            | 2016 -         | Nehráno (rekonstrukce stadionu)          |                         |
| 23. ročník | 2017 - Detaily | HC Oceláři Třinec                        | MsHK DOXXbet Žilina     |
|            | 2018 -         | Nehráno (výměna chladírenského zařízení) |                         |

## Počet titulů Rona Cupu
| Počet titulů | Klub        | Sezóny                 |
| ------------ | ----------- | ---------------------- |
| 4 tituly     | Trenčín     | 1994, 2002, 2003, 2007 |
| 4 tituly     | Košice      | 1995, 1996, 2009, 2013 |
| 4 tituly     | Třinec      | 1999, 2000, 2004, 2017 |
| 3 tituly     | AC ZPS Zlín | 2005, 2011, 2015       |
| 2 tituly     | HKm Zvolen  | 2001, 2008             |
| 1 titul      | Vsetín      | 1997                   |
| 1 titul      | Bratislava  | 1998                   |
| 1 titul      | Žilina      | 2006                   |
| 1 titul      | Nitra       | 2010                   |
| 1 titul      | Skalica     | 2012                   |
| 1 titul      | Brno        | 2014                   |